# Vexillum (Pusia) goubini
Vexillum (Pusia) goubini is een slakkensoort uit de familie van de Costellariidae. De wetenschappelijke naam van de soort is voor het eerst geldig gepubliceerd in 1897 door Hervier.